# Morimotoidius otuboi
Morimotoidius otuboi is een keversoort uit de familie van de loopkevers (Carabidae). De wetenschappelijke naam van de soort werd voor het eerst geldig gepubliceerd in 1944 door Akinobu Habu.